# Dalbergia lemurica
Dalbergia lemurica é uma espécie vegetal da família Fabaceae, podendo ser encontrada no seguinte país: Madagáscar. Sua espécie está ameaçada por perda de habitat.